# 長崎県道・佐賀県道4号川棚有田線
長崎県道・佐賀県道4号川棚有田線（ながさきけんどう・さがけんどう4ごう かわたなありたせん）は、長崎県東彼杵郡川棚町から佐賀県西松浦郡有田町に至る県道（主要地方道）である。

## 概要
長崎県東彼杵郡川棚町栄町から佐賀県西松浦郡有田町桑古場乙に至る。長崎県の大村湾北岸を走る国道205号の川棚駅前交差点より分岐して川棚川沿いに北進し、東彼杵郡波佐見町の中心街を経て長崎・佐賀県境を越えて、佐賀県西松浦郡有田町を走る国道35号の桑古場交差点に接続する主要地方道の路線。
東彼杵郡川棚町の栄町に江川橋という橋が架かる事から、起点から川棚町役場付近までは地元では江川橋通りと呼ばれている。また、基本的には全線片側1車線で見通しのよい道路だが、東彼杵郡波佐見町の中山地区から川内地区まで、中心部の宿地区、有田町戸矢地区に幅員僅少の旧道が存在する。
西九州自動車道とは、県境付近で波佐見有田ICで接続するアクセス道路にもなっている。

### 路線データ
- 起点：長崎県東彼杵郡川棚町栄町（川棚駅前交差点、国道205号交点）
- 終点：佐賀県西松浦郡有田町桑古場乙（桑古場交差点、国道35号交点、佐賀県道344号伊万里有田線終点）

## 歴史
- 1993年（平成5年）5月11日 - 建設省から、県道川棚有田線が川棚有田線として主要地方道に指定される[1]。

## 路線状況

### 道路施設

#### 橋梁
- 長崎県
  - 江川橋（川棚川、東彼杵郡川棚町）
  - 山道橋（川棚川、東彼杵郡川棚町）
  - 五反田橋（猪乗川、東彼杵郡川棚町）
  - 片渕橋（猪乗川、東彼杵郡波佐見町）
  - 陣川橋（川棚川、東彼杵郡波佐見町）
- 佐賀県
  - 桑古場橋（有田川、西松浦郡有田町）

## 地理

### 通過する自治体
- 長崎県
  - 東彼杵郡川棚町
  - 東彼杵郡波佐見町
- 佐賀県
  - 西松浦郡有田町

### 交差する道路
| 交差する道路                       | 都道府県名 | 市町村名 | 市町村名 | 交差する場所 | 交差する場所          |
| ---------------------------------- | ---------- | -------- | -------- | ------------ | --------------------- |
| 国道205号                          | 長崎県     | 東彼杵郡 | 川棚町   | 栄町         | 川棚駅前交差点 / 起点 |
| 佐賀県道・長崎県道106号嬉野川棚線  | 長崎県     | 東彼杵郡 | 川棚町   | 石木郷       |                       |
| 長崎県道222号平瀬佐世保線          | 長崎県     | 東彼杵郡 | 波佐見町 | 岳辺田郷     |                       |
| 長崎県道・佐賀県道1号佐世保嬉野線  | 長崎県     | 東彼杵郡 | 波佐見町 | 宿郷         |                       |
| E35 西九州自動車道                 | 長崎県     | 東彼杵郡 | 波佐見町 | 折敷瀬郷     | 2 波佐見有田IC        |
| 国道35号 佐賀県道344号伊万里有田線 | 佐賀県     | 西松浦郡 | 有田町   | 桑古場乙     | 桑古場交差点 / 終点   |

### 沿線
- JR九州大村線 川棚駅
- 川棚町役場
- 川棚町立川棚中学校
- 川棚町立石木小学校
- 有田ポーセリンパーク
- 佐賀県立有田工業高等学校